# ホーステール滝
ホーステール滝（Horsetail Fall）は、カリフォルニア州のヨセミテ国立公園にある、冬季から初春にかけてのみ流れる滝で、巨大な花崗岩の一枚岩で知られるエル・キャピタンの東面から流れ落ちる。水の流れる2月には、気象条件がよければ、夕日によって照らされた滝がオレンジや赤で輝く。この自然現象は、近くの展望地「グレイシャーポイント」で以前に行われていた赤熱した石炭ガラを落とした行事にちなみ、しばしば「ファイアフォール（火の滝）」と呼ばれている。
滝は2本に分かれており、東側がより大きいが、年によっては両方とも小さいこともある。落差はそれぞれ、東側 470メートル、西側 480メートルあり、ヨセミテで最も高い位置から落ちる。水はその後合わさり、急な岩の面を150メートルほど下る。それらも合わせた滝の高さは620メートルから630メートルにおよぶ。
赤く輝くファイアフォールは、2月21日前後の日没という限られた時間に撮影された、山岳写真家ギャラン・ローウェルの写真によって著名なものとなった。エル・キャピタン東方のヨセミテ渓谷から延びる北側道路上の近くの空き地が格好の撮影場所となっている。